# Jørn Utzon
Jørn Utzon (Koppenhága, 1918. április 9. – 2008. november 29.) dán építész, főként a sydney-i Operaház (1956–73) tervezőjeként ismert. További épületei között kiemelkednek a dániai Bagsværd-templom (1968–76) és a kuvaiti parlament (1971–83). Saját háza, a mallorcai tengerparton, kisebb léptékben összegezte építészeti elveit. 2000-ben a Velencei Építészeti Biennálé Arany Oroszlán díjával, 2003-ban Pritzker-díjjal tüntették ki.

## Képtár

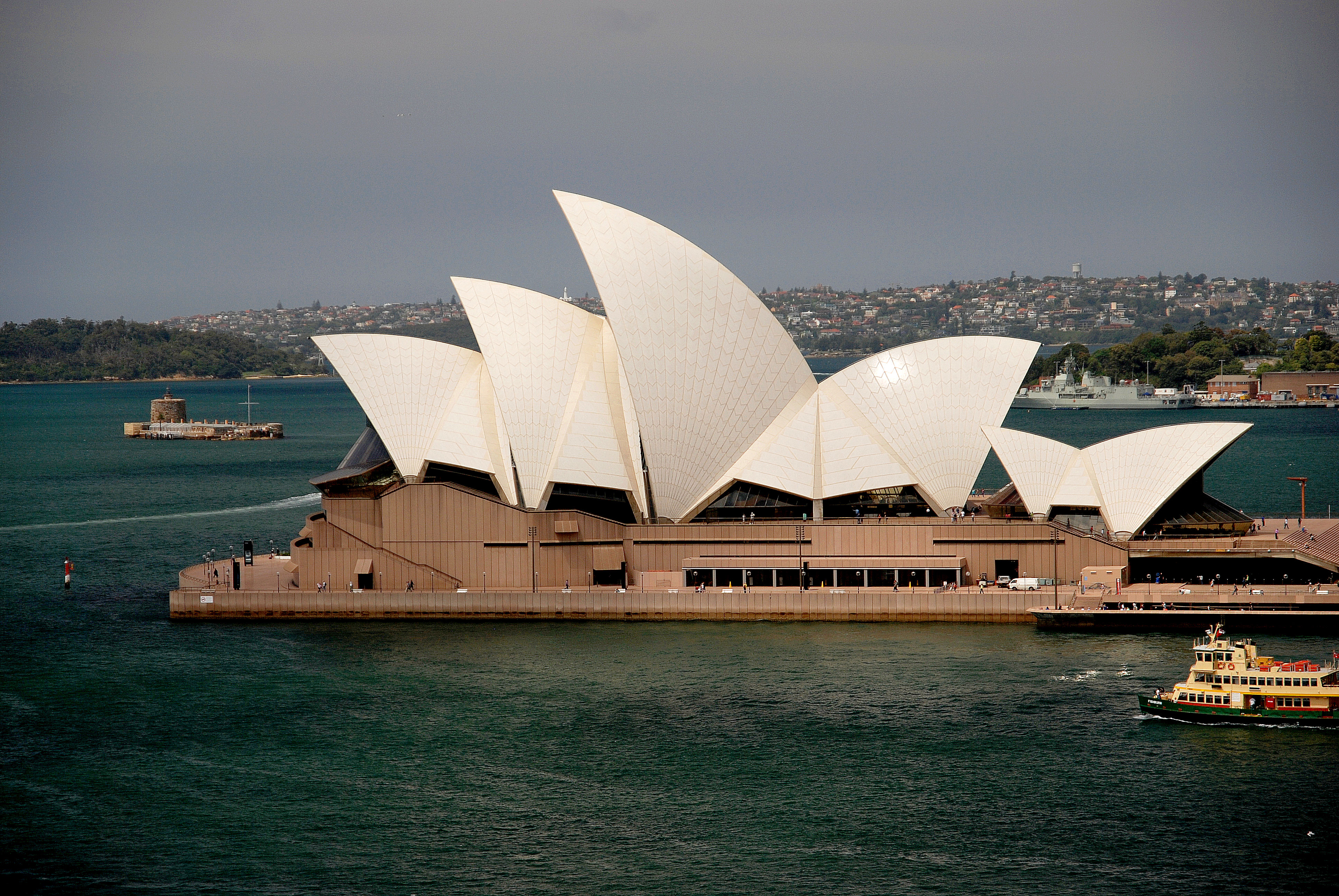
Sydney-i Operaház
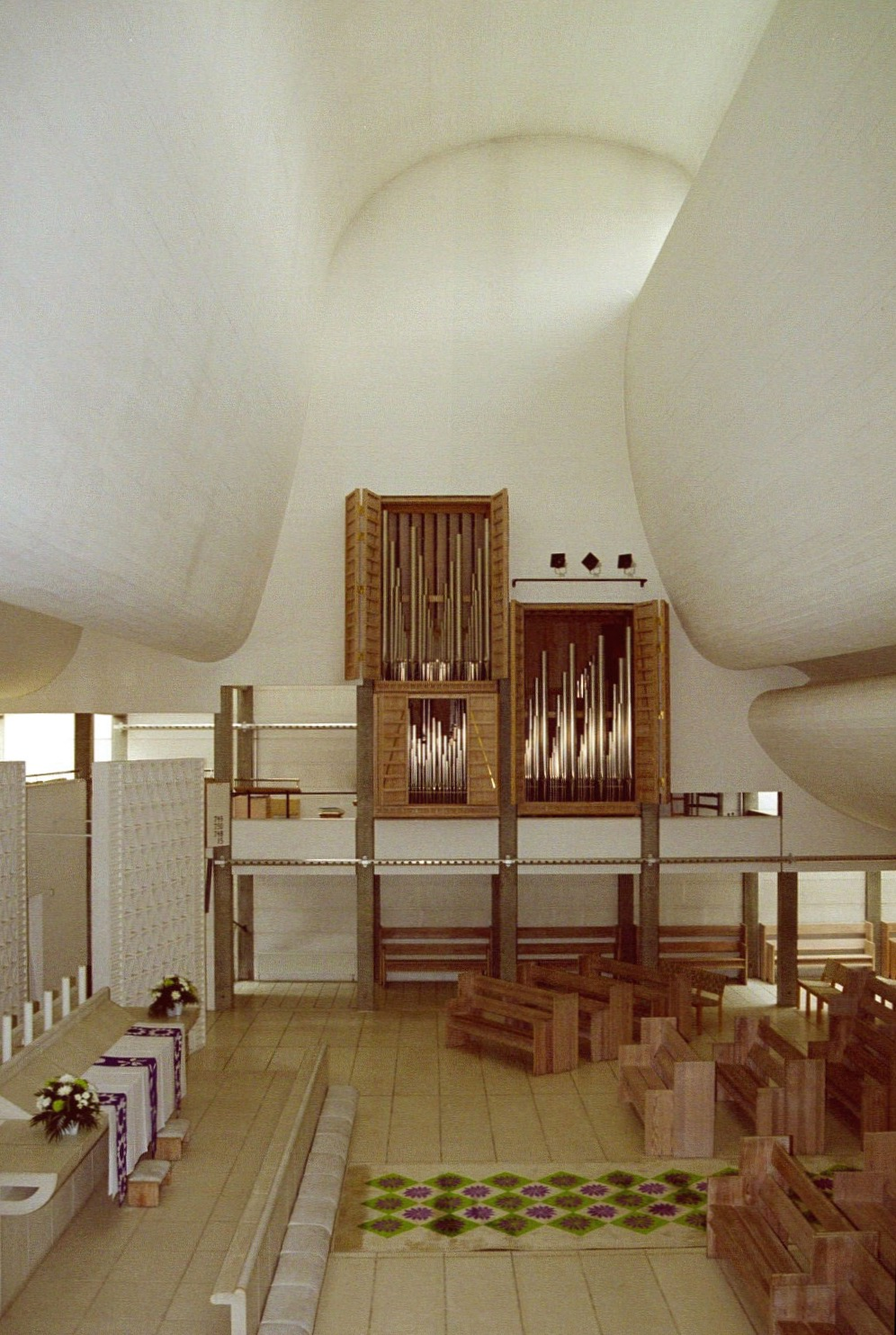
Bagsværd-templom
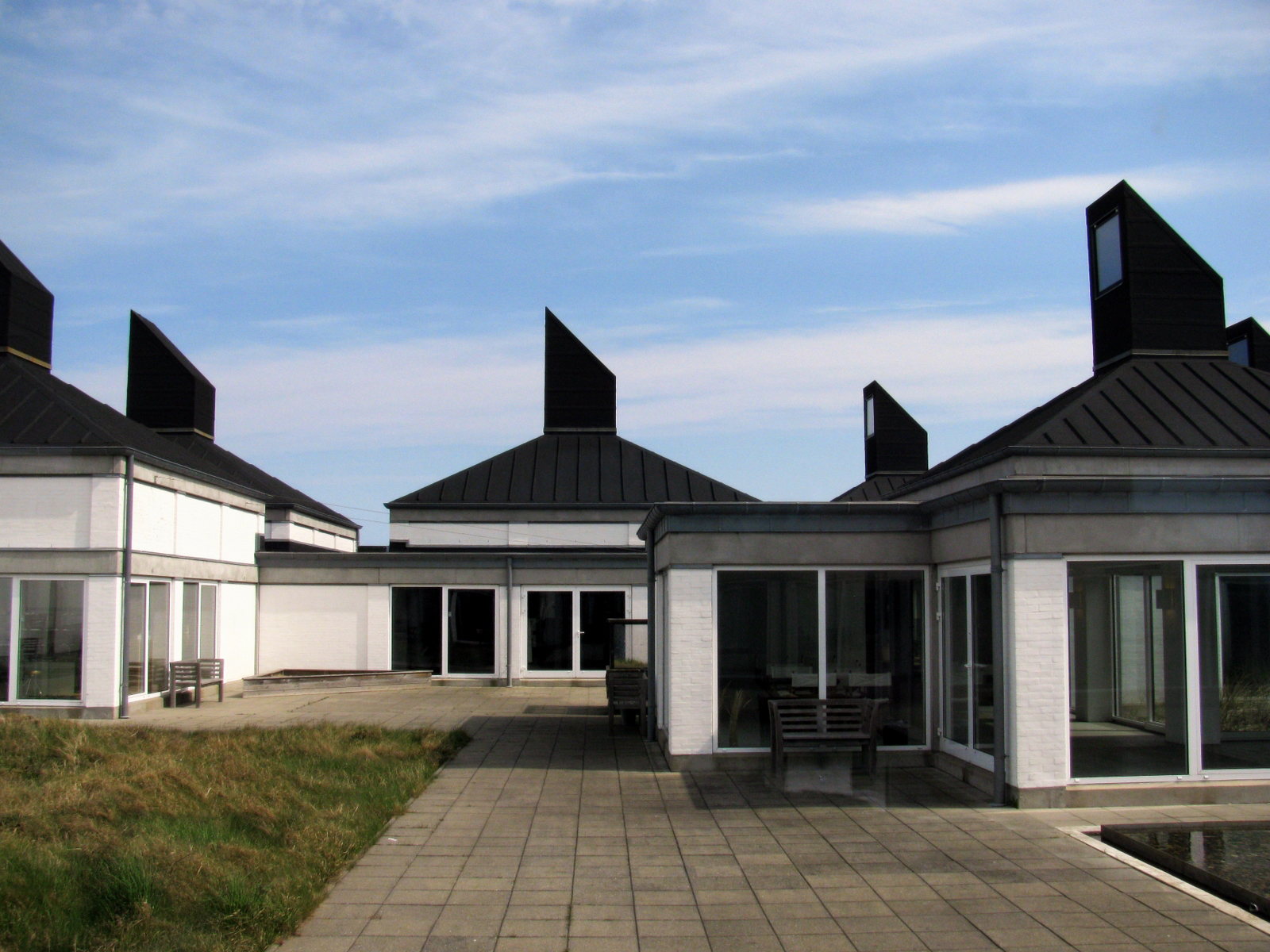
Skagens Odde Naturcenter látogatóközpont